# Mario Soldati
Mario Soldati, född 17 november 1906 i Turin, död 19 juni 1999 i Tellaro, var en italiensk regissör, manusförfattare och författare.

## Biografi
Soldati gick i Liceo Sociale, en jesuitskola, och slutade gymnasiet vid 17 års ålder. Han studerade därefter humaniora vid universitetet i Turin. På den tiden var universitetet en grogrund för intellektuell verksamhet och den unge Soldati blev vän med aktivisten och författaren Carlo Levi och journalisten Giacomo Debenedetti, som var hans mentorer. 
Han studerade senare konsthistoria vid l'Istituto d'Arte i Rom och började publicera romaner 1929. Han uppnådde den bredaste uppmärksamheten med Amerika primo amore, publicerad 1935, en memoar av den tid han tillbringade med att undervisa vid Columbia University. Han vann litterära utmärkelser för sitt arbete, framför allt stregapriset för Lettere da Capri 1954.
Också intresserad av film, började Soldati regissera 1938. Hans mest kända filmer är Piccolo Mondo Antico (1941) och Malombra med Isa Miranda, båda baserade på romaner av Antonio Fogazzaro. Dessa två filmer hör till den tidiga 1940-talsrörelsen inom italiensk film kallas calligrafismo.
Andra populära filmer var Eugenie Grandet, baserad på en roman av Honore de Balzac, med Alida Valli, Fuga in Francia (1948), The River Girl med Sophia Loren och La provinciale med Gina Lollobrigida.

## Regi i urval
- 1940 - Dora Nelson
- 1951 - Skandal i romerska badet
- 1952 - Piratens dotter
- 1953 – La provinciale
- 1955 - Den åtrådda

## Svenska översättningar
- Den gröna kavajen: noveller (A cena col commendatore) (översättning Karin de Laval, Norstedt, 1954)
- Breven från Capri (Le lettere da Capri) (översättning Karin de Laval, Norstedt, 1956)
- Silvestris sanna jag (Il vero Silvestri) (översättning Karin de Laval, Norstedt, 1959)
- Skuggan i spegeln (Storie di spettri) (översättning Margareta Suber, Norstedt, 1966)

## Filmmanus i urval
- 1940 - Ett romantiskt äventyr
- 1952 - Piratens dotter
- 1955 - Den åtrådda
- 1966 - Bibeln... i begynnelsen

## Priser och utmärkelser
- Stregapriset 1954
- Baguttapriset 1976